# Gràcies per fumar
Gràcies per fumar (títol original: Thank You for Smoking) és una pel·lícula estatunidenca dirigida per Jason Reitman, estrenada l'any 2006, després d'una presentació al festival de cinema de Toronto al 2005. El film és una adaptació de la novel·la homònima de Christopher Buckley. Ha estat doblada al català.

## Argument
Nick Naylor és un superdotat de la comunicació que treballa per al lobby del tabac, Big Tobacco. El film mostra les peripècies de la seva croada per als seus patrons: tornar a daurar el blasó de la cigarreta, tot desarmant els seus adversaris més tenaços, per exemple el senador Ortolan K. Finistirre.

## Repartiment
- Aaron Eckhart: Nick Naylor
- Cameron Bright: Joey Naylor
- Katie Holmes: Heather Holloway
- Maria Bello: Polly Bailey
- David Koechner: Bobby Jay Bliss
- William H. Macy: Senador Ortolan Finistirre
- Robert Duvall: el Capità
- J. K. Simmons: "BR", cap de Nick
- Marianne Muellerleile: professor de Joey
- Kim Dickens: Jill Naylorx
- Rob Lowe: Jeff Megall
- Adam Brody: Jack
- Sam Elliott: Lorne Lutch
- Todd Louiso: Ron Goode
- Dennis Miller: ella mateixa

## Al voltant de la pel·lícula
- El personatge de Lorne Lutch (interpretat per Sam Elliott al film), és una referència directa a la famosa icona publicitària de Marlboro Man.
- Encara que aquest sigui el seu primer llargmetratge com a director, Jason Reitman havia de dirigir inicialment Up in the Air, del qual havia començat a treballar el guió l'any 2002, però rebutja aquest projecte i roda finalment Gràcies per fumar. Pel que fa a Up in the Air, el rodarà l'any 2008 i el film sortirà l'any 2009.
- Diversos actors apareixeran als dos llargsmetratges següents de Reitman: Sam Elliott (Up in the Air) i J. K. Simmons (Juno i Up in the Air).
- El film va formar part de la competició oficial del festival del cinema americà de Deauville de 2006.

## Crítica
- "Una sàtira salvatge i elegant al mateix temps. (...) Puntuació: ★★★½ (sobre 4)."[3]
- "El director ha fet una pel·lícula divertida de la divertida -i de verb fàcil- novel·la de Christopher Buckley sobre el lobby de les tabaqueres, però la veritable atracció aquí és l'estrella Aaron Eckhart."[2]